# Dolly Buster

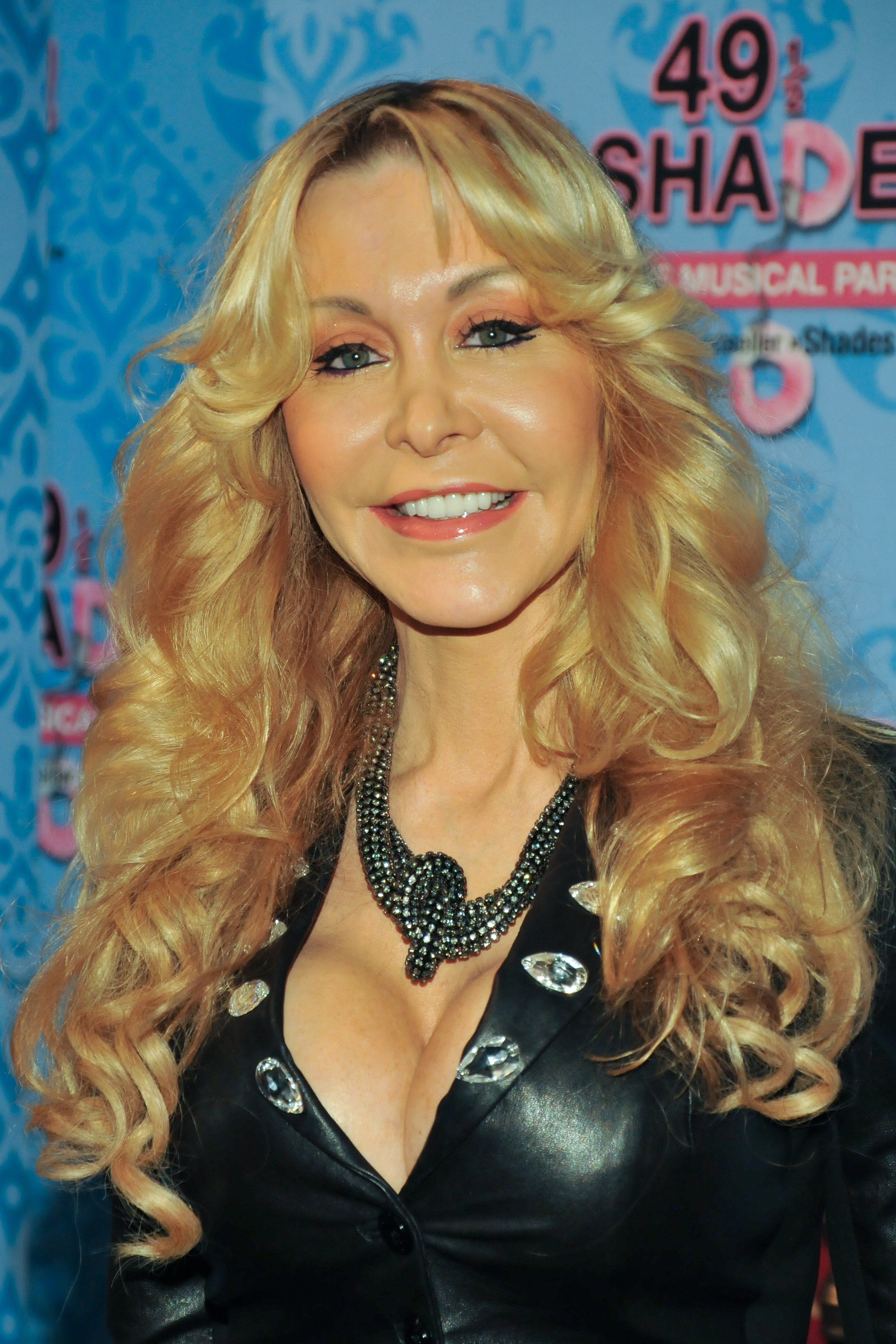
Dolly Buster auf der Premiere der Musical-Parodie „49 1/2 Shades“, 2014.

Dolly Buster, bürgerlich Nora Baumberger (* 23. Oktober 1969 in Prag, Tschechoslowakei als Nora Dvořáková, nach anderen Angaben Kateřina Bochníčková) ist eine ehemalige tschechisch-deutsche Pornodarstellerin und heutige Unternehmerin, Schriftstellerin, Malerin, Produzentin, Regisseurin und Schauspielerin. Darüber hinaus war sie kurzzeitig politisch aktiv.

## Leben

### 1980er Jahre
Buster wuchs in Prag auf, wo sie eine Kunstschule besuchte. Ihre Eltern wanderten mit ihr aus der Tschechoslowakei in die Bundesrepublik aus, als sie 13 Jahre alt war. Ihr Vater arbeitete als Übersetzer beim Bundesgrenzschutz im Frankfurter Flughafen. Mit 18 Jahren fing Buster an, dort ebenfalls zu arbeiten.
Ein halbes Jahr später begann sie, in Pornofilmen mitzuwirken. Sie trat anfangs unter verschiedenen Namen wie Mandy Dvorak, Mandy Dvorjack, Mandy Rice, Nora List und Norma List auf. Beim Pornofilmen lernte sie den Pornoregisseur und -produzenten Josef Baumberger, genannt Dino, kennen. Beide waren von 1997 bis zu seinem Tod im Juni 2025 miteinander verheiratet.
Dolly Buster machte anfangs mit ihren enormen Silikonbrüsten als Sexbombe in Pornofilmen von sich reden. Deutschlandweit bekannt wurde sie, nachdem sie für das Titelbild des Magazins Stern zu einem Artikel über die Pornobranche posiert hatte.

### 1990er Jahre
Sie wirkte in den 1980er und 1990er Jahren als Darstellerin in über 50 Pornofilmen mit. Kurze Ausflüge als Moderatorin oder Kommentatorin in diversen Fernseh-Sendungen gaben ihrer Popularität immer wieder Auftrieb. Insbesondere trat sie in beinahe jeder Folge der Sendung Peep! (1996–1999) auf und stellte dort zeitweise Quizfragen. Ihr tschechischer Akzent wurde häufig parodiert. Auch in den Sexsendungen Liebe Sünde (1993–2000) und Wa(h)re Liebe (1994–2004) war Buster häufig zu sehen.
Nach ihrer Heirat im Jahr 1997 beendete sie ihre Karriere vor der Kamera und stand zeitweise als Produzentin und Regisseurin hinter der Kamera. Sie betreibt auch eine eigene Erotikshop-Kette namens „Dolly Buster“.
1995 veröffentlichte sie die Single Make love (make no war). Diese erreichte Platz 80 der deutschen Charts. Sie hatte damit als Gast in der Samstagabendshow Ma kuck’n von Stefan Raab einen Gesangsauftritt. 1998 veröffentlichte sie eine Coverversion der Single Schöner fremder Mann von Connie Francis.
Dolly Buster engagiert sich seit einiger Zeit für den Tierschutz, speziell gegen den illegalen Handel mit Welpen. In diesem Zusammenhang ist sie prominente Patin für das Tierschutzprojekt Ungarn.
Ihre Karriere als Schauspielerin beruht auf Rollen in Fernsehserien wie Marys verrücktes Krankenhaus oder Die Anrheiner. In der von Tom Gerhardt 1994 gedrehten Komödie Voll normaaal spielte sie das Busenwunder „Gianna S.“
1995 spielte sie in der ARD-Fernsehproduktion Private-Life-Show des Saarländischen Rundfunks die Fernsehassistentin von Burkhard Driest. Diese fiktive Fernsehshow sorgte für einen kleinen Skandal. Die angeblich live ausgestrahlte Show endete mit dem Tod des Moderators, der von einem aufgebrachten Showkandidaten erschossen wurde. Viele Zuschauer glaubten damals, dass dies wirklich geschehen sei.
Seit den 1990er-Jahren lebt Buster in Wesel.

### 2000er Jahre

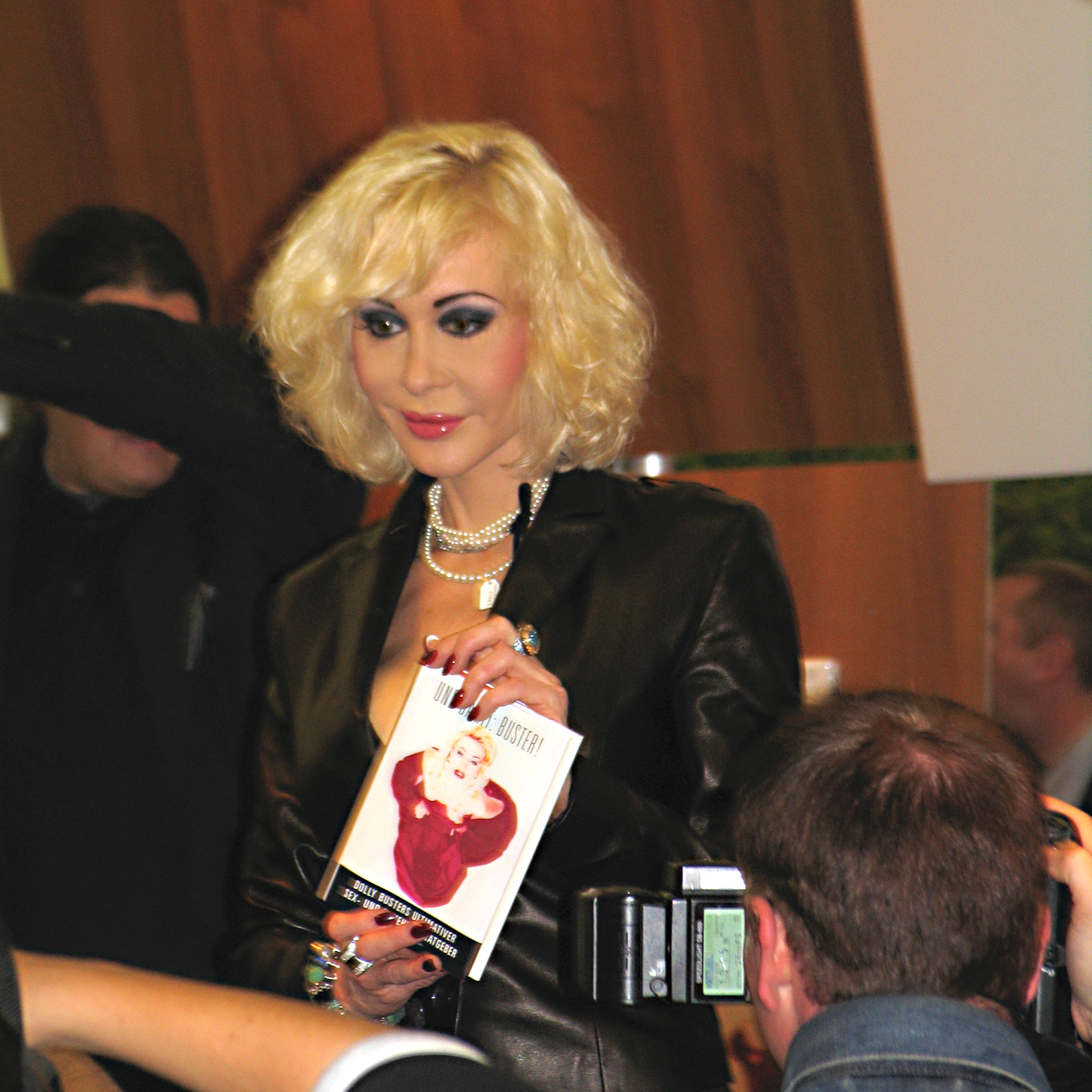
Dolly Buster auf der Frankfurter Buchmesse (2004)

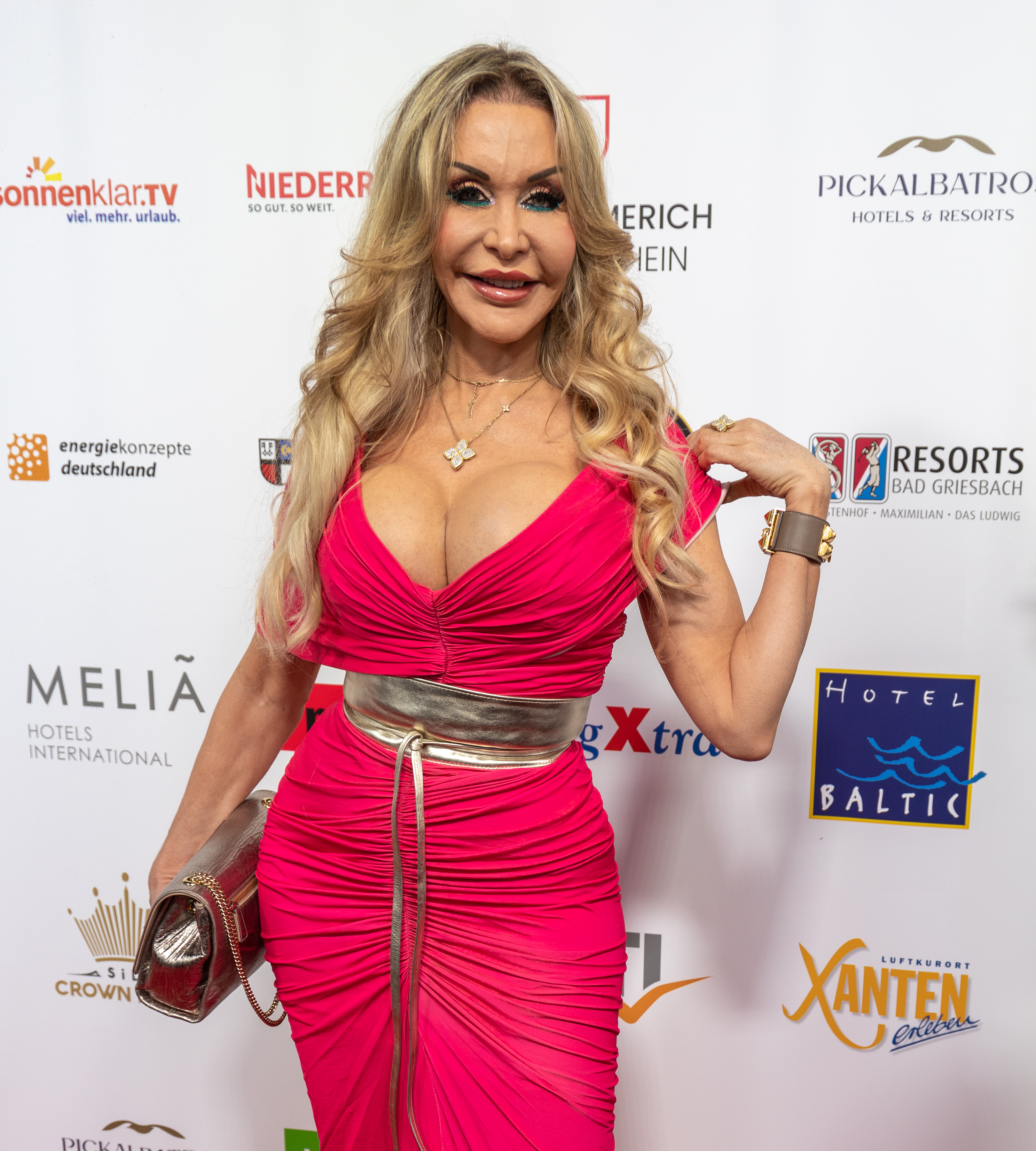
Dolly Buster (2023)

Im Jahr 2000 wurde Buster auf der Erotikmesse Venus in Berlin mit einem Venus Award (Lifetime Achievement Award) ausgezeichnet. Im Jahr 2003 folgten zwei weitere Venus Awards in den Kategorien Special Jury Award und Innovation des Jahres für Vodafone-live. Seit den 2000er Jahren betätigt sich Dolly Buster als Buchautorin. Im März 2001 erschien ihr Thriller Hard Cut, gefolgt von Tiefenschärfe im April 2003. Beiden Titeln war nur ein mäßiger Erfolg vergönnt. Im Jahr 2015 erschien das satirische Buch Ohne Maulkorb, ein Roman aus der Sicht ihres Beagles Lio, den sie zusammen mit dem österreichischen Co-Autor Rainer Pototschnig schrieb.
2004 nahm Dolly Buster an der zweiten Staffel der RTL-Show Ich bin ein Star – Holt mich hier raus! teil. Sie verließ das Dschungelcamp jedoch vorzeitig nach zwei Tagen. Anfang 2007 unterzog sich Dolly Buster einer Brustverkleinerungsoperation. Seit 2009 ist sie als DJ tätig.

### 2010er Jahre
Anfang 2012 eröffnete Dolly Buster mit „Buster Pasta“ ein Restaurant mit italienischer Küche in Frankfurt. Eine weitere Filiale wurde 2014 in Düsseldorf eröffnet.
Dolly Buster startete bei der siebten Staffel der österreichischen TV-Show Dancing Stars am 9. März 2012. Sie schied als Sechstplatzierte aus. Im Januar 2013 war sie Kandidatin in der VOX-Serie Promi Shopping Queen.
2017 hatte Dolly Buster einen Hörsturz. Durch den Hörsturz bildete sich ein starker Tinnitus und sie litt unter Depressionen. Gegen die Schmerzen nahm sie Medikamente, welche zu einer Medikamenten-Abhängigkeit führten. Zur Behandlung dieser Sucht war sie unter anderem in der Betty-Ford-Klinik in Bad Brückenau. Sie zog sich weitgehend aus der Öffentlichkeit zurück.

### 2020er Jahre
Im August 2020 war sie zu Gast in der von Bonnie Strange moderierten Jubiläumsshow 25 Jahre Peep! bei RTL II. Im Juni 2023 trat sie bei der Feier zum 15-jährigen Bestehen der „Olivia-Jones-Familie“ in Olivias Show Club an der Großen Freiheit in Hamburg-St. Pauli und bei der Geburtstagsfeier der Sängerin Eva Jacob im Westin Grand Berlin öffentlich in Erscheinung.

## Malerei
Ab 2006 nahm sie Malunterricht bei der Düsseldorfer Künstlerin Johanna Rzepka. Sie besuchte wiederholt die Kunstakademie Düsseldorf als Tagesgast und dort insbesondere die Klasse für Aktzeichnen des Dozenten Arnim Tölke. Ihre ersten Bilder veröffentlichte sie am 15. November bei TV total. Am 27. November folgte die Vernissage ihrer Ausstellung „Color Crash“ mit 31 Werken im Hamburger Café Keese. Laudatoren waren Arnim Tölke und der Maler Paul Cleeve. Durch das Programm für die ca. 200 Gäste führte die Dragqueen Olivia Jones.
Im Februar 2011 stellte Dolly Buster ihre Gemälde in einer Kunstgalerie in Fürth aus.
Im März 2023 stellte Buster elf ihrer Gemälde unter dem Titel „Die Sichtbarkeit der neuen Weiblichkeit“ in einer Kunstgalerie in Goch aus.

## Politisches Engagement

### Bundestagswahl 2002
Dolly Buster unterstützte Guido Westerwelle (FDP) im Bundestagswahlkampf 2002. Sie trat dabei vor allem für die freie Liebe ein.

### Kandidatur für das Europäische Parlament 2004
Zur Europawahl 2004 kandidierte die Tschechin in ihrer Heimat als Nora Baumbergerová für die tschechische Partei NEI (Nezávislá erotická iniciativa, „Unabhängige erotische Initiative“) für das Europäische Parlament. Sie scheiterte deutlich.

### Aufstellung als Gemeinderats-Kandidatin wider Willen 2009
Am 23. Juli 2009 wurde bekannt, dass Dolly Buster ohne ihr Wissen und gegen ihren Willen bei den Kommunalwahlen in Nordrhein-Westfalen am 30. August 2009 für die Gemeinderatswahl im Weseler Wahlbezirk Obrighoven-Lackhausen als Kandidatin der Unabhängige Weseler Wählergemeinschaft (UWW) auf Listenplatz 21 von 25 nominiert worden war. Sie gab in einem Fernseh-Interview an, die Erklärung als eines von vielen Dokumenten auf ihrem Schreibtisch unterzeichnet zu haben, ohne den Text zu lesen. Ihr Mann gab gegenüber dem WDR an, sie hätten beide ein Formular unterschrieben und gedacht, mit diesem Mitglied der UWW zu werden. UWW-Sprecher Oelmüller erklärte, die UWW habe nur sieben Mitglieder und deshalb Bekannte gebeten, sie zu unterstützen, die 25 Wahlbezirke mit Kandidaten zu besetzen. Im Frühsommer seien die Kandidaten dann bereits von den UWW-Mitgliedern auf die Listenplätze gewählt worden. Eine solche schriftliche Zustimmungserklärung ist unwiderruflich. Eine Zurücknahme kann nur unter bestimmten Bedingungen und nur vor der Zulassung der Wahlvorschläge erfolgen. Aus diesem Grund war ein Rücktritt von der Kandidatur nicht möglich. Dolly Buster rief deshalb die Wähler auf, sie nicht zu wählen. Ein Mandat hätte sie im Falle ihrer Wahl jedoch auch ablehnen können. Ihr Mann Josef Baumberger kandidierte für die UWW auf Listenplatz 23. Da die UWW mit 1,73 % der Stimmen nur einen Sitz erringen konnte und keinen Bezirk direkt gewann, wurden beide nicht gewählt.

## Diskografie

### Singles
- 1995: Make Love (Make No War)
- 1996: Shake It Up
- 1998: Schöner fremder Mann (Ich bin Dolly B.)
- 2010: Wake Up (Be Good to Me) mit (feat. Sin with Sebastian)

## Filmografie
- 1989: Maximum Perversum 11: Bizarres Verlangen
- 1990: Dolly Buster in Excess
- 1992: The Way of Sex
- 1993: Dreams of Anal
- 1994: Venecia Calling
- 1994: Voll normaaal
- 1995: Marys verrücktes Krankenhaus (Fernsehserie)
- 1996: San Francisco Connection
- 1996: At the Club
- 1996: Rings of Lust
- 1997: Dreams of Fetish 1
- 1997: Hawaii Connection
- 1998: Polizeiruf 110: Das Wunder von Wustermark
- 1998: Dreams of Fetish 2
- 1999–2000: Club der starken Frauen – Die rote Meile (Fernsehserie, sechs Folgen)
- 1999–2001: Darüber lacht die Welt mit Hape Kerkeling als Jaroslav Hasek und mit Dolly Buster und ihrer „Mutter“
- 2000: Das Taschenorgan (Kurzfilm)
- 2001: Die Anrheiner (Fernsehserie, eine Folge)
- 2001: Extasy
- 2001: Welcher Mann sagt schon die Wahrheit (Fernsehfilm)
- 2003: Miss Italy
- 2003: Crazy Race (Fernsehfilm)
- 2004: Pudelmützen Rambos
- 2005: Kamenák 3
- 2010: Underworld Cats

## Bücher
- Dolly Buster: Alles echt! Durchhänger und andere Höhepunkte. Droemer Knaur, München 2000, ISBN 3-426-77486-0.
- Dolly Buster: Hard cut. Roman. Droemer Knaur, München 2001, ISBN 3-426-61963-6.
- Dolly Buster: Tiefenschärfe. Roman. Droemer Knaur, München 2003, ISBN 3-426-62446-X.
- Nora Baumberger: Já, Nora Baumbergerová – Pravda nejen o Ostravě, Praha: KMa, ISBN 80-7309-149-6.
- Dolly Buster: Und damit: Buster! Dolly Busters ultimativer Sex- und Beziehungsratgeber. Schwarzkopf und Schwarzkopf, Berlin 2004, ISBN 3-89602-610-0.
- Dolly Buster mit Rainer Pototschnig: Ohne Maulkorb. Aus dem Tagebuch meines Hundes. Ein satirischer Tatsachenroman. Heyne, München 2015, ISBN 978-3-453-60351-6.